# Bihaćská republika

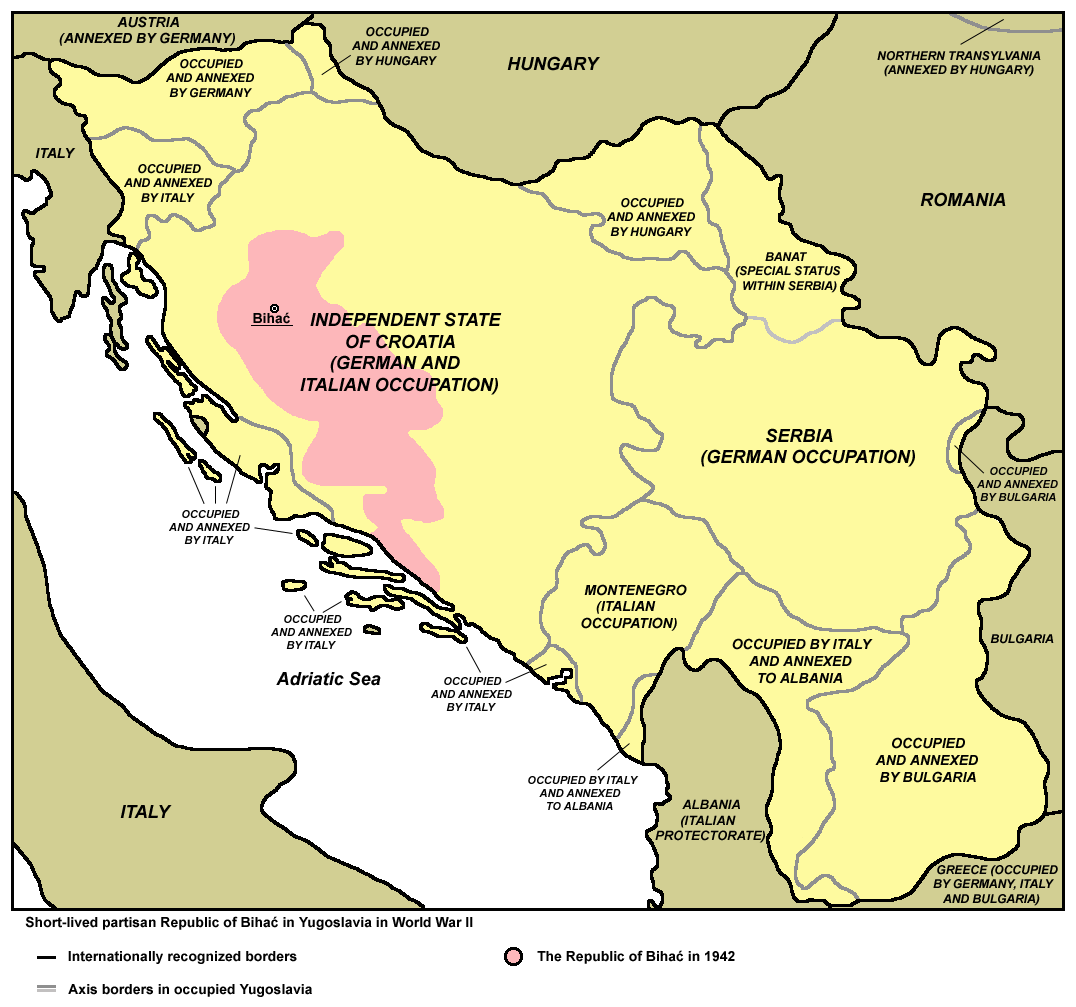
Území Bihaćské republiky označené na mapě bývalé Jugoslávie růžovou barvou

Bihaćská republika byla partyzánským svobodným územím na teritoriu bývalé Jugoslávie (konkrétně na území Bosenské Krajiny v rámci Nezávislého chorvatského státu) v průběhu 2. světové války.
Tato svobodná republika existovala od 4. listopadu 1942 do konce ledna 1943. Rozkládala se na území od Záhřebu a Karlovace po řeku Bosnu a Neretvu na území o konečné rozloze 50.000 km².
Konec této nezávislé republiky znamenalo obsazení ustašovskými vojsky počátkem roku 1943.
Republika vznikla osvobozením Bihaće 4. listopadu 1942 a sjednocením území tzv. Svobodných území Bosenské krajiny (Slobodna teritorija Bosanske Krajine). Na tomto území byl také soustředěn štáb partyzánských vojsk. Její území bylo působením partyzánských vojsk rozšiřováno do poloviny ledna 1943. Byly zde soustředěny rezervy AVNOJ (Antifašističko veće narodnog oslobođenja Jugoslavije, Antifašistická rada lidového osvobození Jugoslávie). Byly zde zajišťovány různé služby i instituce, jako například sociální zajištění, byly zakládány školy, domovy pro sirotky apod. V těchto aktivitách byla také činná Komunistická strana Jugoslávie a Svaz antifašistické mládeže Jugoslávie.